# Campeonato Mundial de Patinação Artística no Gelo de 1963
O Campeonato Mundial de Patinação Artística no Gelo de 1963 foi a quinquagésima terceira edição do Campeonato Mundial de Patinação Artística no Gelo, um evento anual de patinação artística no gelo organizado pela União Internacional de Patinação (em inglês:  International Skating Union) onde os patinadores artísticos competem pelo título de campeão mundial. A competição foi disputada entre os dias 28 de fevereiro e 3 de março, na cidade de Cortina d'Ampezzo, Itália.

## Eventos
- Individual masculino
- Individual feminino
- Duplas
- Dança no gelo

## Medalhistas
| Evento                        | Ouro                                                     | Prata                                                  | Bronze                                              |
| Individual masculino detalhes | Donald McPherson · Canadá                                | Alain Calmat · França                                  | Manfred Schnelldorfer · Alemanha Ocidental          |
| Individual feminino detalhes  | Sjoukje Dijkstra · Países Baixos                         | Regine Heitzer · Áustria                               | Nicole Hassler · França                             |
| Duplas detalhes               | Marika Kilius · Hans-Jürgen Bäumler · Alemanha Ocidental | Liudmila Belousova · Oleg Protopopov · União Soviética | Tatiana Zhuk · Alexander Gavrilov · União Soviética |
| Dança no gelo detalhes        | Eva Romanovál · Pavel Roman · Checoslováquia             | Linda Shearman · Michael Phillips · Reino Unido        | Paulette Doan · Kenneth Ormsby · Canadá             |

## Resultados

### Individual masculino
| Pos.              | Nome                  | Nacionalidade      | Pontos |
| ----------------- | --------------------- | ------------------ | ------ |
| Medalha de ouro   | Donald McPherson      | Canadá             | 18     |
| Medalha de prata  | Alain Calmat          | França             | 22     |
| Medalha de bronze | Manfred Schnelldorfer | Alemanha Ocidental | 22     |
| 4                 | Karol Divín           | Tchecoslováquia    | 34     |
| 5                 | Scott Allen           | Estados Unidos     | 40     |
| 6                 | Peter Jonas           | Áustria            | 59     |
| 7                 | Sepp Schönmetzler     | Alemanha Ocidental | 71     |
| 8                 | Donald Knight         | Canadá             | 79     |
| 9                 | Emmerich Danzer       | Áustria            | 80     |
| 10                | Nobuo Sato            | Japão              | 88     |
| 11                | Monty Hoyt            | Estados Unidos     | 83     |
| 12                | Robert Dureville      | França             | 117    |
| 13                | Hugo Dümler           | Alemanha Ocidental | 122    |
| 14                | Jenő Ébert            | Hungria            | 130    |
| 15                | Bill Neale            | Canadá             | 136    |
| 16                | Valeri Meshkov        | União Soviética    | 145    |
| 17                | Giordano Abbondati    | Itália             | 144    |
| 18                | Malcolm Cannon        | Reino Unido        | 159    |
| 19                | Wouter Toledo         | Países Baixos      | 161    |

### Individual feminino
| Pos.              | Nome                 | Nacionalidade      | Pontos |
| ----------------- | -------------------- | ------------------ | ------ |
| Medalha de ouro   | Sjoukje Dijkstra     | Países Baixos      | 9      |
| Medalha de prata  | Regine Heitzer       | Áustria            | 22     |
| Medalha de bronze | Nicole Hassler       | França             | 30     |
| 4                 | Wendy Griner         | Canadá             | 36     |
| 5                 | Petra Burka          | Canadá             | 39     |
| 6                 | Miwa Fukuhara        | Japão              | 68     |
| 7                 | Inge Paul            | Alemanha Ocidental | 75     |
| 8                 | Jana Mrázková        | Tchecoslováquia    | 73     |
| 9                 | Helli Sengstschmid   | Áustria            | 73     |
| 10                | Lorraine Hanlon      | Estados Unidos     | 89     |
| 11                | Diana Clifton-Peach  | Reino Unido        | 97     |
| 12                | Ingrid Ostler        | Áustria            | 110    |
| 13                | Karen Howland        | Estados Unidos     | 130    |
| 14                | Fränzi Schmidt       | Suíça              | 128    |
| 15                | Eva Grozajova        | Tchecoslováquia    | 138    |
| 16                | Ann-Margreth Frei    | Suécia             | 140    |
| 17                | Junko Ueno           | Japão              | 147    |
| 18                | Sandra Brugnera      | Itália             | 161    |
| 19                | Christine Haigler    | Estados Unidos     | 167    |
| 20                | Shirra Kenworthy     | Canadá             | 160    |
| 21                | Zsuzsa Szentmiklóssy | Hungria            | 191    |
| 22                | Anne Karin Dehle     | Noruega            | 198    |
| 23                | Tatiana Nemtsova     | União Soviética    | 204    |
| 24                | Elżbieta Kościk      | Polônia            | 215    |

### Duplas
| Pos.              | Nome                                       | Nacionalidade      | Pontos |
| ----------------- | ------------------------------------------ | ------------------ | ------ |
| Medalha de ouro   | Marika Kilius / Hans-Jürgen Bäumler        | Alemanha Ocidental | 9      |
| Medalha de prata  | Liudmila Belousova / Oleg Protopopov       | União Soviética    | 20     |
| Medalha de bronze | Tatiana Zhuk / Alexander Gavrilov          | União Soviética    | 31     |
| 4                 | Gertrude Desjardins / Maurice Lefrance     | Canadá             | 31.5   |
| 5                 | Milada Kubikova / Jaroslav Votruba         | Tchecoslováquia    | 51.5   |
| 6                 | Gerda Johner / Rüdi Johner                 | Suíça              | 58.5   |
| 7                 | Judianne Fotheringill / Jerry Fotheringill | Estados Unidos     | 64     |
| 8                 | Vivian Joseph / Ronald Joseph              | Estados Unidos     | 66.5   |
| 9                 | Patty Gustafson / Pieter Kollen            | Estados Unidos     | 84     |
| 10                | Sonja Pfersdorf / Günther Matzdorf         | Alemanha Ocidental | 84     |
| 11                | Linda Ann Ward / Neil Carpenter            | Canadá             | 95     |
| 12                | Gunilla Lindberg / Gunnar de Sharengrad    | Suécia             | 107    |

### Dança no gelo
| Pos.              | Nome                                     | Nacionalidade      | Pontos |
| ----------------- | ---------------------------------------- | ------------------ | ------ |
| Medalha de ouro   | Eva Romanová / Pavel Roman               | Tchecoslováquia    | 14     |
| Medalha de prata  | Linda Shearman / Michael Phillips        | Reino Unido        | 15     |
| Medalha de bronze | Paulette Doan / Kenneth Ormsby           | Canadá             | 26     |
| 4                 | Janet Sawbridge / David Hickinbottom     | Reino Unido        | 36     |
| 5                 | Donna Mitchell / John Mitchell           | Canadá             | 47     |
| 6                 | Mary Parry / Roy Mason                   | Reino Unido        | 62     |
| 7                 | Sally Schantz / Stanley Urban            | Estados Unidos     | 66     |
| 8                 | Lorna Dyer / John Carrell                | Estados Unidos     | 71     |
| 9                 | Györgyi Korda / Pal Vasarhelyi           | Hungria            | 82     |
| 10                | Carol Forrest / Kevin Lethbridge         | Canadá             | 93     |
| 11                | Marlise Fornachon / Charly Pichard       | Suíça              | 96     |
| 12                | Armelle Flichy / Pierre Brun             | França             | 120    |
| 13                | Helga Burkhardt / Hannes Burkhardt       | Alemanha Ocidental | 116    |
| 14                | Jitka Babická / Jaromír Hollan           | Tchecoslováquia    | 117    |
| 15                | Christl Trebesiner / Gerald Felsinger    | Áustria            | 132    |
| 16                | Ghislaine Houdas / Francis Gamichon      | França             | 141    |
| 17                | Yvonne Littlefield / Peter Betts         | Estados Unidos     | 152    |
| 18                | Maria Grazia Toncelli / Vinicio Toncelli | Itália             | 153    |

## Quadro de medalhas
| Ordem | País               | Medalha de ouro | Medalha de prata | Medalha de bronze |    | Ordem por total |
| ----- | ------------------ | --------------- | ---------------- | ----------------- | -- | --------------- |
| 1     | Alemanha Ocidental | 1               |                  | 1                 | 2  | 1               |
| 1     | Canadá             | 1               |                  | 1                 | 2  | 1               |
| 3     | Tchecoslováquia    | 1               |                  |                   | 1  | 5               |
| 3     | Países Baixos      | 1               |                  |                   | 1  | 5               |
| 5     | França             |                 | 1                | 1                 | 2  | 1               |
| 5     | União Soviética    |                 | 1                | 1                 | 2  | 1               |
| 7     | Áustria            |                 | 1                |                   | 1  | 5               |
| 7     | Reino Unido        |                 | 1                |                   | 1  | 5               |
| TOTAL | TOTAL              | 4               | 4                | 4                 | 12 | —               |